# Кондоробска река
Кондоробската река (на гръцки: Ρέμα Μεταμόρφωσης) е малка река, протичаща в Костурско, Западна Македония, Гърция. Реката е един от деветте притока на Костурското езеро, като се влива в него от север.

## Описание
Реката извира на 1300 m надморска височина в планината Вич (Вици), южно под връх Варош (1417 m). Тече първоначално на юг. Югозападно от Горни връх (1190 m) и североизточно под връх Габеро (1043 m) завива на запад. От 1100 m до 700 m реката има рязък пад, тъй като минава през серия разломи. Минава южно от село Кондороби (Метаморфоси), чието име носи, завива отново на юг и се влива в Костурското езеро.
Дължината на реката е 7 km. Дебитът ѝ е 86 – 200 l/s.